# Județul Tighina (interbelic)
Județul Tighina a fost o unitate administrativă de ordinul întâi din Regatul României, aflată în regiunea istorică Basarabia. Reședința județului era orașul Tighina.

## Întindere

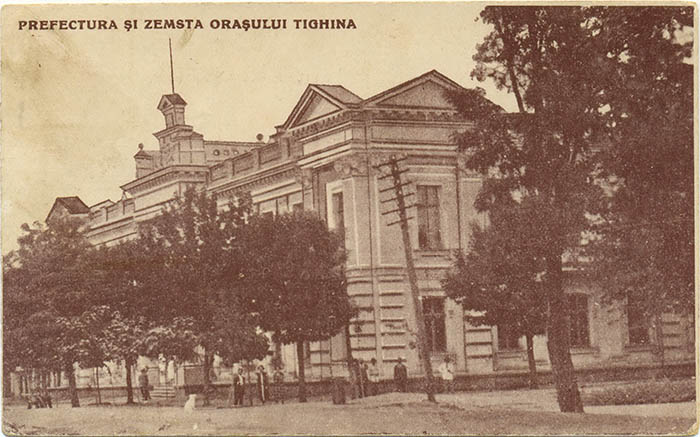
Clădirea Prefecturii județului Tighina din perioada interbelică, cunoscută în prezent ca fosta Sinagogă corală din Bender.

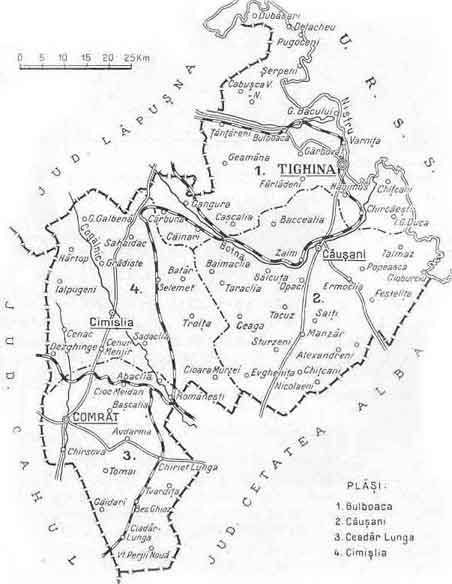
Harta județului, cu dispunerea și denumirea plășilor, în anul 1938.

Județul se afla în partea estică a României Mari, în sud-estul regiunii Basarabia, la granița cu Uniunea Sovietică. Actualmente teritoriul fostului județ este în componența Republicii Moldova. Se învecina la vest cu județul Cahul, la nord cu județul Lăpușna, iar la sud cu județul Cetatea Albă. La est se afla granița cu Uniunea Sovietică, aflată de cealaltă partea a râului Nistru.

## Organizare
Teritoriul județului era împărțit inițial în cinci plăși (1923):
1. Plasa Bulboaca
2. Plasa Căinari
3. Plasa Căușani
4. Plasa Cimișlia
5. Plasa Comrat

Ulterior, județului a fost divizat în șapte plăși:
1. Plasa Bulboaca
2. Plasa Căinari
3. Plasa Căușani
4. Plasa Ceadâr-Lunga
5. Plasa Cimișlia
6. Plasa Cogâlnicu
7. Plasa Sturzeni

La recensământul din 1930 au fost înregistrate patru plăși:
1. Plasa Bulboaca
2. Plasa Căușani
3. Plasa Ceadâr-Lunga
4. Plasa Cimișlia

În februarie 1942 erau:
1. Plasa Câușani
2. Plasa Cimișlia
3. Plasa Comrat
4. Plasa Taraclia
5. Plasa Tighina

Pe teritoriul județului Tighina se aflau două localități urbane:  Tighina (comună urbană și reședința județului), respectiv Comrat (comună urbană situată în partea de vest a județului).

## Populație
Conform recensământului din 1930 populația județului era de 306.592 locuitori, dintre care 53,4% români, 14,7% ruși, 12,8% găgăuzi, 6,4% bulgari, 5,5% evrei, 3,4% germani, 3,0% ucraineni, 0,4% romi ș.a. Din punct de vedere confesional populația era alcătuită din 89,4% ortodocși, 5,5% mozaici, 3,0% lutherani, 0,8% ortodocși de stil vechi, 0,6% romano-catolici, 0,4% baptiști ș.a.
| Nr. | Orașe, plăși       | Populație |
| --- | ------------------ | --------- |
| 1   | orașul Tighina     | 31 384    |
| 2   | orașul Comrat      | 12 331    |
|     | Total orașe        | 43 715    |
| 1   | Plasa Bulboaca     | 57 280    |
| 2   | Plasa Căușani      | 99 161    |
| 3   | Plasa Ceadâr-Lunga | 41 416    |
| 4   | Plasa Cimișlia     | 65 020    |
|     | Total rural        | 262 877   |
|     | Total județ        | 306 592   |

### Mediul urban
În 1930 populația urbană a județului era de 44.057 locuitori, dintre care 35,6% ruși, 19,8% evrei, 17,7% găgăuzi, 16,7% români, 4,4% bulgari, 3,1% ucraineni ș.a. Sub aspect confesional orășenimea era formată din 75,1% ortodocși, 19,9% mozaici, 2,5% ortodocși de stil vechi, 1% romano-catolici, 0,6% lutherani ș.a.

## Materiale documentare

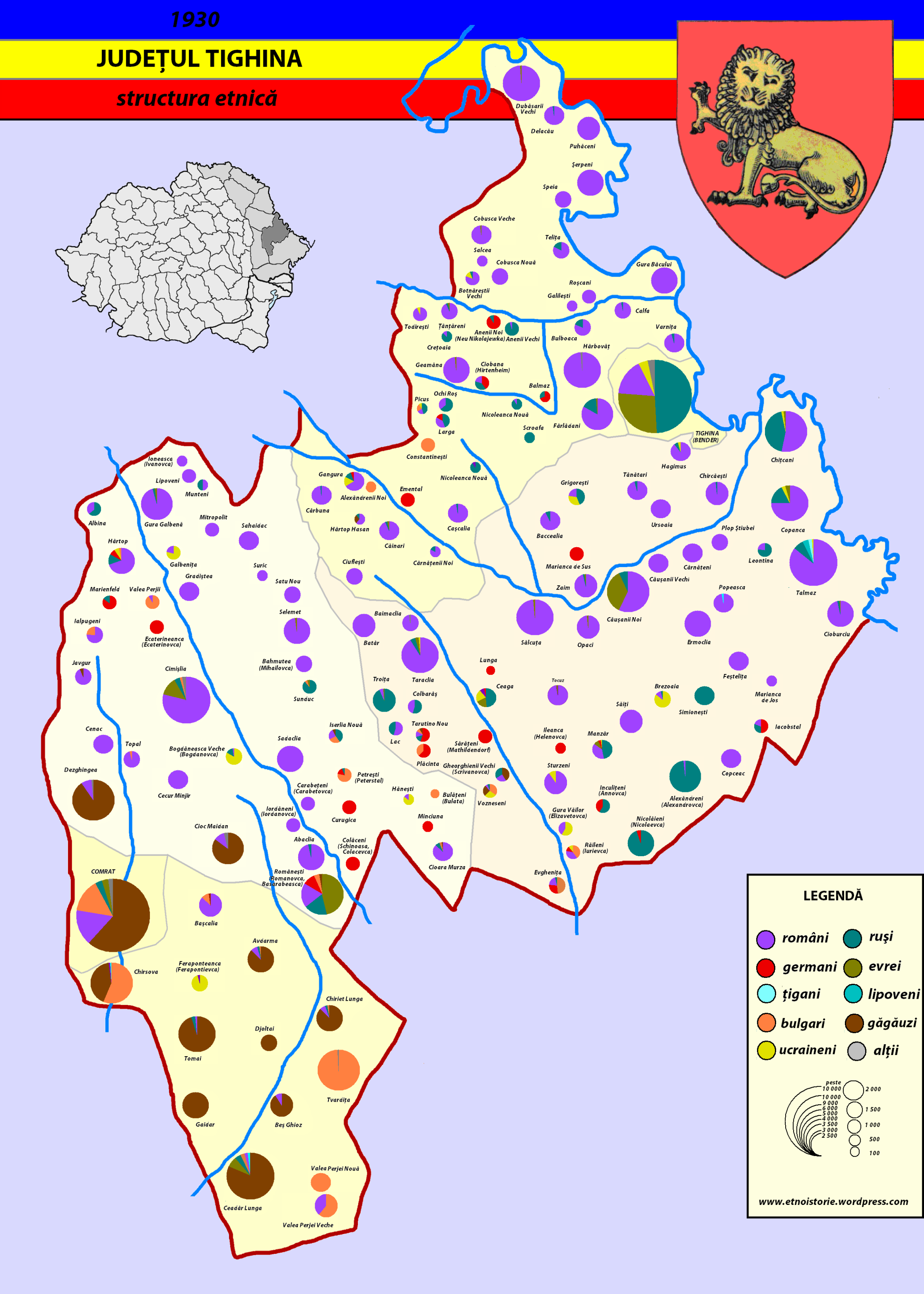
Structura etnică a județului Tighina în anul 1930